# 81 Aquarii
81 Aquarii, som är stjärnans Flamsteed-beteckning, är en ensam stjärna belägen i den mellersta delen av stjärnbilden Vattumannen. Den har en skenbar magnitud på 6,23 och är mycket svagt synlig för blotta ögat där ljusföroreningar ej förekommer. Baserat på parallaxmätning inom Hipparcosuppdraget på ca 7,0 mas, beräknas den befinna sig på ett avstånd på ca 419 ljusår (ca 128 parsek) från solen. Den rör sig närmare solen med en heliocentrisk radialhastighet på ca -2 km/s.

## Egenskaper
81 Aquarii är en orange till röd jättestjärna av spektralklass K3 III. Den har en radie som är ca 16 gånger större än solens och utsänder från dess fotosfär ca 148 gånger mera energi än solen vid en effektiv temperatur av ca 4 100 K.